# Spiesia squamulosa
Spiesia squamulosa là một loài thực vật có hoa trong họ Đậu. Loài này được (DC.) Kuntze miêu tả khoa học đầu tiên năm 1891.